# Vienna Open 2019
Il Vienna Open 2019, noto anche come Erste Bank Open per motivi di sponsorizzazione, è stato un torneo di tennis giocato su campi di cemento al coperto. È stata la 45ª edizione del di Vienna Open e faceva parte della serie ATP Tour 500 dell'ATP Tour 2019. Gli incontri si sono svolti nella Wiener Stadthalle di Vienna, in Austria, dal 21 al 27 ottobre 2019.

## Partecipanti

### Teste di serie
| Nazionalità | Giocatore             | Ranking* | Testa di serie |
| ----------- | --------------------- | -------- | -------------- |
| Austria     | Dominic Thiem         | 5        | 1              |
| Russia      | Karen Chačanov        | 8        | 2              |
| Italia      | Matteo Berrettini     | 11       | 3              |
| Francia     | Gaël Monfils          | 13       | 4              |
| Argentina   | Diego Schwartzman     | 15       | 5              |
| Canada      | Félix Auger-Aliassime | 17       | 6              |
| Argentina   | Guido Pella           | 20       | 7              |
| Croazia     | Borna Ćorić           | 22       | 8              |

* Ranking al 14 ottobre 2019.

### Altri partecipanti
I seguenti giocatori hanno ricevuto una wild card per il tabellone principale:
- Dennis Novak
- Jannik Sinner
- Jo-Wilfried Tsonga

Il seguente giocatore è entrato in tabellone come special exempt:
- Adrian Mannarino

I seguenti giocatori sono passati dalle qualificazioni:

- Aljaž Bedene
- Damir Džumhur
- Márton Fucsovics
- Philipp Kohlschreiber

Il seguente giocatore è entrato in tabellone come lucky loser:
- Aleksandr Bublik

### Ritiri
Prima del torneo
- Félix Auger-Aliassime → sostituito da  Aleksandr Bublik
- Juan Martín del Potro → sostituito da  Andrej Rublëv
- Lucas Pouille → sostituito da  Pierre-Hugues Herbert
- Nick Kyrgios → sostituito da  Lorenzo Sonego
- Daniil Medvedev → sostituito da  Feliciano López
- Kei Nishikori → sostituito da  Sam Querrey

Durante il torneo
- Pablo Carreño Busta
- Márton Fucsovics

## Partecipanti al doppio

### Teste di serie
| Nazione     | Giocatore             | Nazione     | Giocatore     | Ranking* | Testa di serie |
| ----------- | --------------------- | ----------- | ------------- | -------- | -------------- |
| Polonia     | Łukasz Kubot          | Brasile     | Marcelo Melo  | 13       | 1              |
| Croazia     | Mate Pavić            | Brasile     | Bruno Soares  | 21       | 2              |
| Francia     | Pierre-Hugues Herbert | Francia     | Nicolas Mahut | 27       | 3              |
| Stati Uniti | Rajeev Ram            | Regno Unito | Joe Salisbury | 42       | 4              |

* Ranking aggiornato al 14 ottobre 2019.

### Altri partecipanti
Le seguenti coppie hanno ricevuto una wild card per il tabellone principale:
- Marcus Daniell /  Philipp Oswald
- Sebastian Ofner /  Tristan-Samuel Weissborn

La seguente coppia è passata dalle qualificazioni:
- Luke Bambridge /  Ben McLachlan

La seguente coppia è entrata in tabellone come lucky loser:
- Frederik Nielsen /  Tim Pütz

## Campioni

### Singolare
Dominic Thiem ha sconfitto in finale  Diego Schwartzman con il punteggio di 3-6, 6-4, 6-3.
- È il sedicesimo titolo in carriera per Thiem, quinto della stagione.

### Doppio
Rajeev Ram /  Joe Salisbury hanno sconfitto in finale  Łukasz Kubot /  Marcelo Melo con il punteggio di 6-4, 6(5)–7, [10-5].